# Ochetellus punctatissimus
Ochetellus punctatissimus is een mierensoort uit de onderfamilie van de Dolichoderinae. De wetenschappelijke naam van de soort is voor het eerst geldig gepubliceerd in 1887 door Emery.